# Bataille de Berestetchko
Soulèvement de Khmelnytsky
Batailles
- Jovti Vody
- Korsoun
- Starokostiantyniv
- Pyliavtsi
- Mazyr
- Loïew
- Zakhal (en)
- Zbaraj (en)
- Zboriv (en)
- Krasne (en)
- Kopytchyntsi (en)
- Berestetchko
- Loïew (en)
- Bila Tserkva (en)
- Batih (en)
- Jvanets

La bataille de Berestetchko (en polonais : Bitwa pod Beresteczkiem, et ukrainien : Берестецька битва, Битва під Берестечком) a été disputée entre les cosaques ukrainiens, dirigés par l'hetman Bohdan Khmelnytsky, aidés de leurs alliés tatars de Crimée, et une armée polonaise dirigée par le roi Jean II Casimir Vasa, du 28 au 30 juin 1651. La bataille se déroula dans la province de Volhynie, dans la plaine vallonnée au sud de la rivière Styr,. On considère qu'il s'agit d'une des plus grandes batailles terrestres du xviie siècle.

## Contexte
Lors du soulèvement de Khmelnytsky, les Zaporogues dirigés par Bohdan Khmelnytsky s'allient aux Tatars de Crimée pour affronter la République des Deux Nations.

## Forces en présence
Le nombre de troupes polonaises est incertain. Le duc Bogusław Radziwiłł, l'un des hauts responsables polonais, a écrit que l'armée polonaise comptait 80 000 soldats, dont 40 000 réguliers et 40 000 nobles de la levée en masse (Pospolite ruszenie), accompagnés d'un nombre similaire de serviteurs et fantassins. Certains historiens modernes, tels que Zbigniew Wójcik, Józef Gierowski et Władysław Czapliński, estiment que le nombre était plus proche de la fourchette 60 000 - 63 000.
Il n’existe aucune source fiable sur le nombre des troupes cosaques et de Tatars de Crimée. Les estimations possibles vont de 80 000 à 200 000 hommes. Le gros de l'armée cosaque se constituait de douze régiments nommés d'après les villes dans lesquelles ils étaient postés (conformément au Traité de Zboriv de 1649) : 
- Régiment de Tchyhyryne (Colonel Mykhailo Krysa ) - 3220 Cosaques
- Régiment de Tcherkassy (Colonel Yakiv Voronchenko ) - 2990 cosaques
- Régiment de Korsoun (Colonel Ivan Gulyanitsky ) - 3470 cosaques
- Régiment de Bila Tserkva (Colonel Mykhailo Gromyka ) - 2990 cosaques
- Régiment d'Ouman (Colonel Yosyp Glukh ) - 2977 cosaques
- Régiment de Bratslav (Colonel Danylo Nechay ) - 2662 cosaques
- Régiment de Vinnytsia (Colonel Ivan Bohun ) - 2050 cosaques
- Régiment de Pereïaslav (Colonel Fedir Loboda ) - 2986 cosaques
- Régiment de Kropyvna (Colonel Filon Dzhelaliy ) - 1993 cosaques
- Régiment de Myrhorod (colonel Matviy Hladky ) - 3009 cosaques
- Régiment de Poltava (Colonel Martyn Pushkar ) - 2970 cosaques
- Régiment de Prylouky (Colonel Tymofiy Nosach ) - 1996 cosaques

Soit au total 33 313 cosaques. Cinq régiments cosaques supplémentaires (de Kiev, Kaniv, Tchernihiv, Nijyn et Pavoloch) n’ont pas participé à la bataille et ont été envoyés contre les forces lituaniennes de Janusz Radziwiłł avançant sur Kiev. Les cosaques étaient appuyés par un grand nombre de paysans ukrainiens armés de faux ou de fléaux, indisciplinés et mal organisés. Les forces de la horde de Tatars de Crimée est estimée à 28 000–33 000 hommes, mais pourrait être inférieure. Il y avait aussi 2 000 Cosaques du Don et quelques milliers de Turcs et de Valaques . 
Le 19 juin 1651, l'armée polonaise comptait 14 844 cavaliers polonais, 2 250 cavaliers allemands, 11 900 fantassins et dragons allemands, 2 950 fantassins hongrois (Haïdouk), 1 550 volontaires lituaniens et 960 Lipars. Il y avait aussi 16 000 mercenaires allemands qui, mal payés, ont souffert de faim et de maladies. Un certain nombre de cosaques sont restés fidèles à la Pologne et participent à la bataille du côté polonais. Beaucoup de magnats amènent leurs grandes armées privées. En outre, les miliciens étaient très nombreux, comptant 30 000 nobles issus de la levée en masse (Pospolite ruszenie), mais d'une valeur militaire limitée. 
Les commandants polonais espéraient briser les rangs cosaques en faisant charger les Hussards ailés, la cavalerie lourde d'élite, selon une tactique qui avait fait ses preuves dans de nombreuses batailles précédentes, y compris à Kircholm et Kłuszyn (et postérieurement à la bataille de Vienne de 1683 contre les Turcs). 
L'armée cosaque était habituée aux tactiques polonaises, et préférait combattre autour d'un camp fortifié que sur un champ de bataille dégagé.

## Premier jour

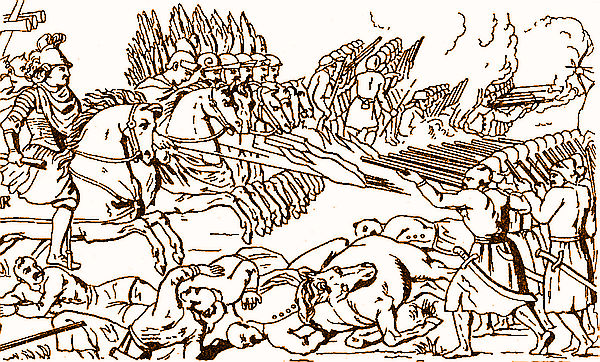
La bataille de Berestetchko par Vernier

La première journée voit principalement combattre les avant-gardes,. La cavalerie polonaise bien qu'inférieure en nombre (un régiment sous le commandement d'Aleksander Koniecpolski, appuyé par Jerzy Sebastian Lubomirski, six compagnies de cavalerie de pancerni de Jeremi Wiśniowiecki et des hussards ailés sous le commandement de Stefan Czarniecki) repousse les Tatars qui subissent de lourdes pertes.

## Deuxième jour

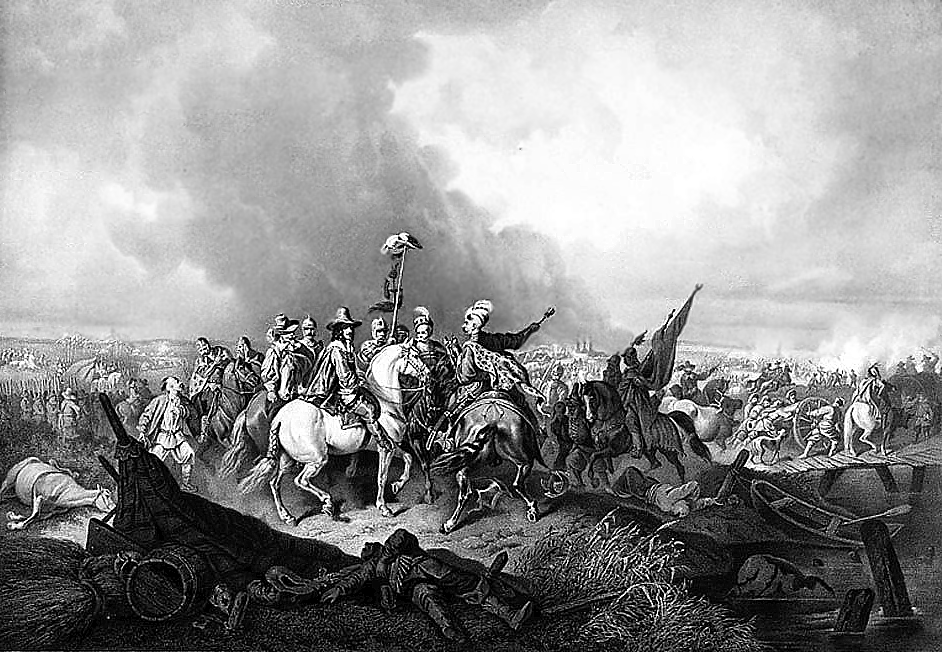
La bataille de Berestetchko, 1651 par Władysław Witkowski.

Les Polonais, encouragés par leur succès le premier jour, déploient toute leur cavalerie disponible contre le gros des troupes tatars et l'avant-garde cosaque. L'infanterie et l'artillerie polonaise restent au camp et ne soutiennent pas la cavalerie. Cette fois, la cavalerie tatare prend le dessus en repoussant les Polonais dans leur camp mais est ensuite arrêtée par les tirs de l'infanterie et de l'artillerie. Les Polonais ont perdu 300 soldats, y compris de nombreux officiers importants. Au cours du deuxième jour de la bataille, même si les rebelles sont victorieux, la détermination des Tatars est émoussée. Toğay bey et le beau-frère du Khan, Mehmet Giray, sont tués.

## Troisième jour
Humilié par les revers de la veille, le roi souhaite que ce jour voie une bataille décisive,. Cependant, du côté des rebelles, seuls quelques Tatars engagent des escarmouches. Les Cosaques se défendent derrière des lignes de chariots chainés. Le brouillard du matin empêche les combats. Il se lève finalement en début d'après-midi. À 15 heures, le duc Jeremi Wiśniowiecki mène avec succès la charge de 18 compagnies de cavalerie contre l'aile droite de l'armée cosaque-tatare et brise leur infanterie et leurs lignes de chariots. Cependant, les Cosaques se regroupent, repoussent la cavalerie polonaise hors du camp et poursuivent leur progression avec l'aide des Tatars. Le flanc gauche de l'armée polonaise commence à se retirer lorsque le roi décide l'envoi en renfort de tous les mercenaires allemands placés sous le commandement du colonel Houwaldt, lesquels parviennent à repousser les Tatars,. Alors en difficulté, les forces tatares voient le frère du Khan, Amurat, mortellement blessé, et commencent à paniquer et à fuir le camp. Les Cosaques Khmelnytsky et Vyhovsky tentent de les retenir sans succès, Khmelnytsky étant même capturé et pris en otage par les Tatars. Une forte pluie commence alors à tomber, ce qui réduit considérablement l'efficacité de la cavalerie.  
Devant la fuite des Tatars, les cosaques se retirent dans la nuit vers une meilleure position défensive près de la rivière, creusent des tranchées et construisent des palissades.

## Siège du camp cosaque

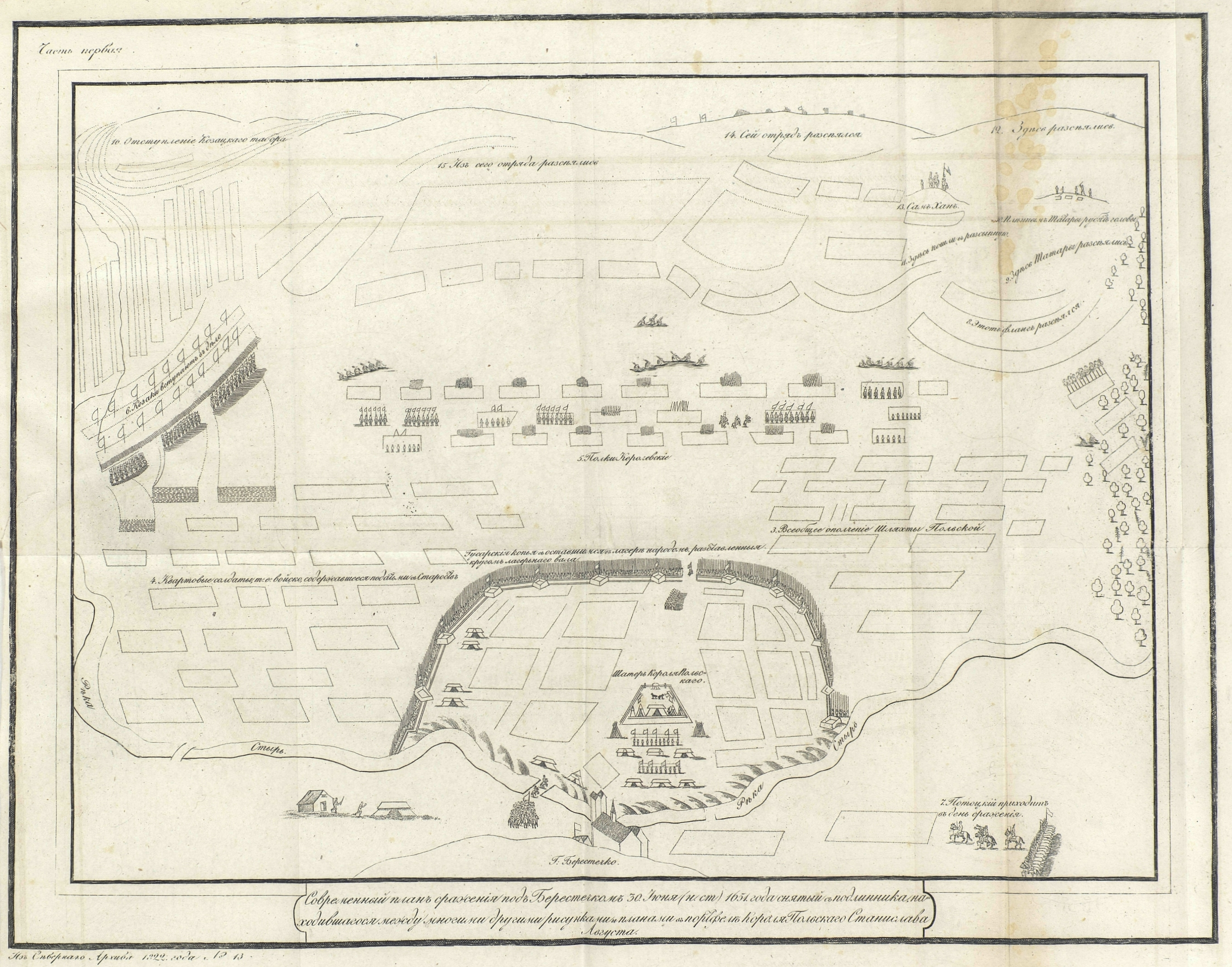
Une représentation du siège du camp cosaque.

L'armée polonaise et le camp cosaque échangent des tirs d'artillerie pendant dix jours, tandis que les deux camps fortifient leurs positions. Les Polonais tentent d'assiéger le camp. Privés de leurs chefs, les cosaques voient une baisse de leur moral, et certaines désertions. Cependant, ils maintiennent des tirs nourris d'artillerie et tentent plusieurs sorties. Les Cosaques refusent une offre de reddition, et les Polonais prévoient de détourner la rivière sur leur camp. Stanisław Lanckoroński, avec une force de 2 000 cavaliers traverse la rivière le 9 juillet, coupant toute voie de retraite des Cosaques. Voyant cela, Bohun tient un conseil avec d'autres chefs, et décide de bâtir trois ponts pour tenter une sortie en traversant le fleuve le 10 juillet au matin. Il ne prévient cependant pas les miliciens de ses plans. Ceux-ci, croyant que les Cosaques les abandonnaient, paniquent et s'enfuient en traversant la rivière. Lanckoroński, devant le nombre, n'engage pas le combat et se retire. Bohun rentre au camp pour tenter de rétablir l'ordre, mais en vain. Les Polonais, croyant à une ruse, ne profitent initialement pas de la confusion. Un assaut est finalement lancé, qui permet de renverser les défenses cosaques. Il est difficile de savoir combien de Cosaques et de miliciens ont été tués à ce moment : Piasecki et Brzostowski, qui ont pris part à la bataille, donnent 3 000 morts. L'ambassadeur du tsar, Bogdanov, rapporte 4 000 morts à Moscou. La plupart des pièces d'artillerie cosaque sont soit capturées par les Polonais, soit noyées dans les marais. Le pillage du camp cosaque permet aux Polonais de prendre possession du trésor de l'armée, valant 30 000 thalers.

### Carte schématique du troisième jour de la bataille

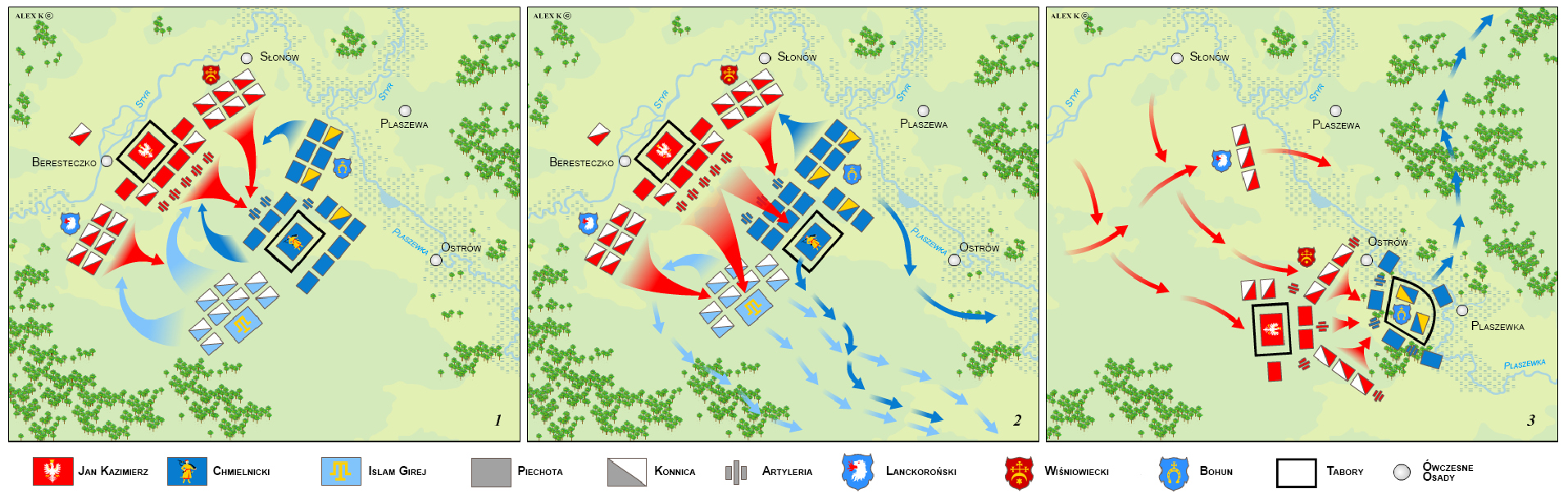

## Conséquences

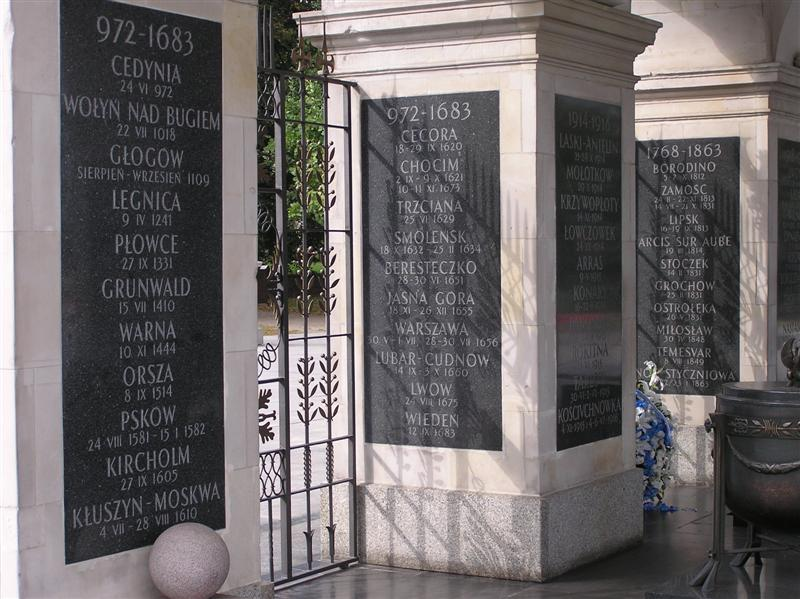
Plaque commémorative sur la tombe du soldat inconnu à Varsovie. Berestetchko est mentionnée à la cinquième ligne de la plaque centrale.

À la suite de la bataille, le roi Jean Casimir rentre à Varsovie célébrer la victoire et ne poursuit pas les Cosaques en fuite, ce qui est généralement considéré comme une erreur. Les Polonais devront à nouveau combattre les Cosaques et les Tatars à la Bataille de Bila Tserkva (1651) (en) en 1651. La paix est finalement obtenue au traité de Bila Tserkva du 28 septembre 1651, qui réduit considérablement l'importance des Cosaques telle qu'elle avait été accordée au traité de Zboriv. La révolte ukrainienne se poursuit cependant pendant plusieurs années, et finalement le traité de Pereïaslav et la guerre russo-polonaise qui s'ensuit font passer l'Ukraine et les Cosaques dans l'aire d'influence de la Russie.
La bataille de Berestetchko est commémorée sur le tombeau du soldat inconnu à Varsovie avec l'inscription "BERESTECZKO 28-30 VI 1651".